# Radjah ásólúd
A radjah ásólúd (Tadorna radjah) a lúdalakúak (Anseriformes) rendjébe, ezen belül a récefélék (Anatidae) családjába tartozó faj.
Az ásóludak közül ez az egyetlen trópusi övben előforduló faj.
A nevében szereplő „Radjah” szó a Maluku-szigeteken beszélt nyelvből származik és madarat jelent.

## Előfordulása

### Elterjedése
Ausztrália, Indonézia és Pápua Új-Guinea területén honos. Kóborlásai során eljut Kelet-Timorra és betelepíteték Szingapúrba.

### Élőhelye
A monszunesőknek kitett vidékeken honos, az ott található mocsarak, folyópartok lakója. Előfordul édes- és brakkvizű területeken is. Elsősorban az álló vagy a lassan folyó vizeket kedveli. A száraz időszakban a mangroveerdőkbe vagy a mocsarakba húzódik vissza. 
Minden vizes élőhelyen a fákhoz, erdőkhöz kötődő faj, sokat pihen a fák ágai között.

## Alfajai
Két alfaja jól megkülönböztethető a tollazat alapján.
- Tadorna radjah radjah - háta sötétbarna, fehér mellén egy vékony, fekete szalag halad keresztül. A Maluku-szigetek és Új-Guinea szigetének partvidéki mocsaraiban honos.
- Tadorna radjah rufitergum - háta és a mellén áthaladó szalag vörösesbarna színű. Ausztrália északi részén, a trópusi övben vannak szétszórt populációi. Előfordul Nyugat-Ausztrália állam északnyugati területein, az Északi területen és Queenslandben is.

## Megjelenése
Az ásóludak közül az egyik legkisebb testű faj, testhossza 44-48 centiméter, átlagos testtömege 886,5 gramm. A fajnál nincs ivari dimorfizmus, mindkét ivar megjelenése hasonló.
Testének java része fehér, háta sötétebb, az északi alfajnál sötétbarna, a délinél vörösesbarna színű. Csőre és lába rózsaszínű, szeme fehér.
A legtöbb récefélével ellentétben nincs külön nászruhája és nyugalmi ruhája; egész évben egyformán néz ki. 
|  |  |

## Életmódja

### Táplálkozása
Szürkületkor táplálkozó faj, élelmét hajnalban vagy kora este keresi. Olykor éjszaka is kutathat táplálék után. a nappalt pihenőhelyén tölti, ami kilométerekre is lehet a táplálkozó helyektől. Napközben többször repül oda-vissza a két hely között. Alacsonyan repülő faj, sokszor alig a vízfelszín felett száll. Fás területeken gyakran átrepül az ágak között, nem szeret a fakorona fölé kirepülni. Táplálékát főleg a vizek partján keresi, a vízen úszva ritkán látható.
Tápláléka puhatestűekből, növényi anyagokból és magvakból áll.

### Szaporodása
Szaporodási szokásairól viszonylag keveset lehet tudni.
A szaporodási időszak kezdete az esős évszak kezdetével esik egybe. Akkor kezd el fészkelni, amikor a vizek apadni kezdenek és szárazra bukkannak a táplálékkal bőven ellátott partszakaszok.
Fészkelési időszaka az Északi Területen februártól májusig tart, Queenslandben viszont novembertől januárig tart. a különbség oka, hogy mindkét területen máskor kezdődik az esős évszak.
Mint az összes ásólúd, a Radjah ásólúd is zárt helyen fészkelő faj. elsősorban faodvakba építi fészkét. 
Fészekalja 6-12 tojásból áll, melyen 30 napig kotlik. Mint az az ásóludaknál tipikus, itt is kizárólag a tojó kotlik, a hím azonban a környéken tartózkodik és a fiókákat már közösen nevelik fel.

## Természetvédelmi helyzete
A faj elterjedési területe Ausztráliában a 20. század során beszűkült. Állományait az országban nagyjából 150.000 egyedre becsülik. Az Indonéziában és Pápua Új-Guineában élő madarak számáról nincs pontos adat. Számukat csak nagy tűréshatáron belül tudják megbecsülni, valószínűleg 10.000 és 100.000 egyed között lehet.
Összességében a faj még nem ritka, a Természetvédelmi Világszövetség Vörös listáján is a „nem veszélyeztetett” kategóriába van besorolva.

## Fordítás
- Ez a szócikk részben vagy egészben  a   Radjahgans című német Wikipédia-szócikk ezen változatának fordításán alapul.  Az eredeti cikk szerkesztőit annak laptörténete sorolja fel. Ez a jelzés csupán a megfogalmazás eredetét és a szerzői jogokat jelzi, nem szolgál a cikkben szereplő információk forrásmegjelöléseként.